# Jatuna Narimanidze
Jatuna Narimanidze (en georgiano: ხათუნა ნარიმანიძე; Tiflis, URSS, 2 de febrero de 1974) es una deportista georgiana que compitió en tiro con arco, en la modalidad de arco recurvo.
Ganó una medalla de bronce en el Campeonato Mundial de Tiro con Arco en Sala de 2016, una medalla de plata en el Campeonato Europeo de Tiro con Arco al Aire Libre de 2016, y siete medallas en el Campeonato Europeo de Tiro con Arco en Sala entre los años 2002 y 2019.
En los Juegos Europeos de Bakú 2015 consiguió una medalla de plata en la prueba de equipo mixto.

## Palmarés internacional
| Campeonato Mundial en Sala       | Campeonato Mundial en Sala | Campeonato Mundial en Sala | Campeonato Mundial en Sala |
| Año                              | Lugar                      | Medalla                    | Prueba                     |
| -------------------------------- | -------------------------- | -------------------------- | -------------------------- |
| 2016                             | Ankara (Turquía)           | Medalla de bronce          | Equipo                     |
| Juegos Europeos                  |                            |                            |                            |
| Año                              | Lugar                      | Medalla                    | Prueba                     |
| 2015                             | Bakú (Azerbaiyán)          | Medalla de plata           | Equipo mixto               |
| Campeonato Europeo al Aire Libre |                            |                            |                            |
| Año                              | Lugar                      | Medalla                    | Prueba                     |
| 2016                             | Nottingham (Reino Unido)   | Medalla de plata           | Equipo                     |
| Campeonato Europeo en Sala       |                            |                            |                            |
| Año                              | Lugar                      | Medalla                    | Prueba                     |
| 2002                             | Ankara (Turquía)           | Medalla de plata           | Equipo                     |
| 2004                             | Sassari (Italia)           | Medalla de bronce          | Equipo                     |
| 2010                             | Poreč (Croacia)            | Medalla de bronce          | Equipo                     |
| 2011                             | Cambrils (España)          | Medalla de oro             | Equipo                     |
| 2015                             | Koper (Eslovenia)          | Medalla de plata           | Individual                 |
| 2015                             | Koper (Eslovenia)          | Medalla de plata           | Equipo                     |
| 2019                             | Samsun (Turquía)           | Medalla de plata           | Equipo                     |